# Korswandt
Korswandt est une commune de l'arrondissement de Poméranie-Occidentale-Greifswald, Land de Mecklembourg-Poméranie-Occidentale.

## Géographie
La commune se situe sur l'île d'Usedom, le long de la frontière avec la Pologne. Elle se trouve à trois km au sud d'Ahlbeck, sur la Bundesstraße 110, dans le parc naturel de l'île d'Usedom, près du Wolgastsee et du Schwarzes Herz.
Elle regroupe les quartiers de Korswandt et d'Ulrichshorst.

## Histoire
La zone de Korswandt est habitée très tôt. La première mention écrite date de 1243 sous le nom de "Szutoswantz" lorsque Barnim, duc de Poméranie, offre le village et son territoire à l'abbaye de Stolpe.Bogusław V chasse en 1360 près du village les derniers aurochs. En 1468, Korswandt, Zirchow et Senin sont revendus au monastère de Pudagla.
Après les traités de Westphalie en 1648, le village fait partie de la Poméranie suédoise. En 1709, il est appelé "Korswandt". En 1720, après la grande guerre du Nord, le village, comme l'île d'Usedom, est intégré à la Prusse. Frédéric II assèche des marais et fait venir une trentaine de familles à Ulrichshorst. 
Après la réforme administrative de 1815, la commune fait partie de l'arrondissement d'Usedom-Wollin dans la province de Poméranie. Après la Seconde Guerre mondiale, il reste dans le Land de Mecklembourg.